# Station Gò Vấp

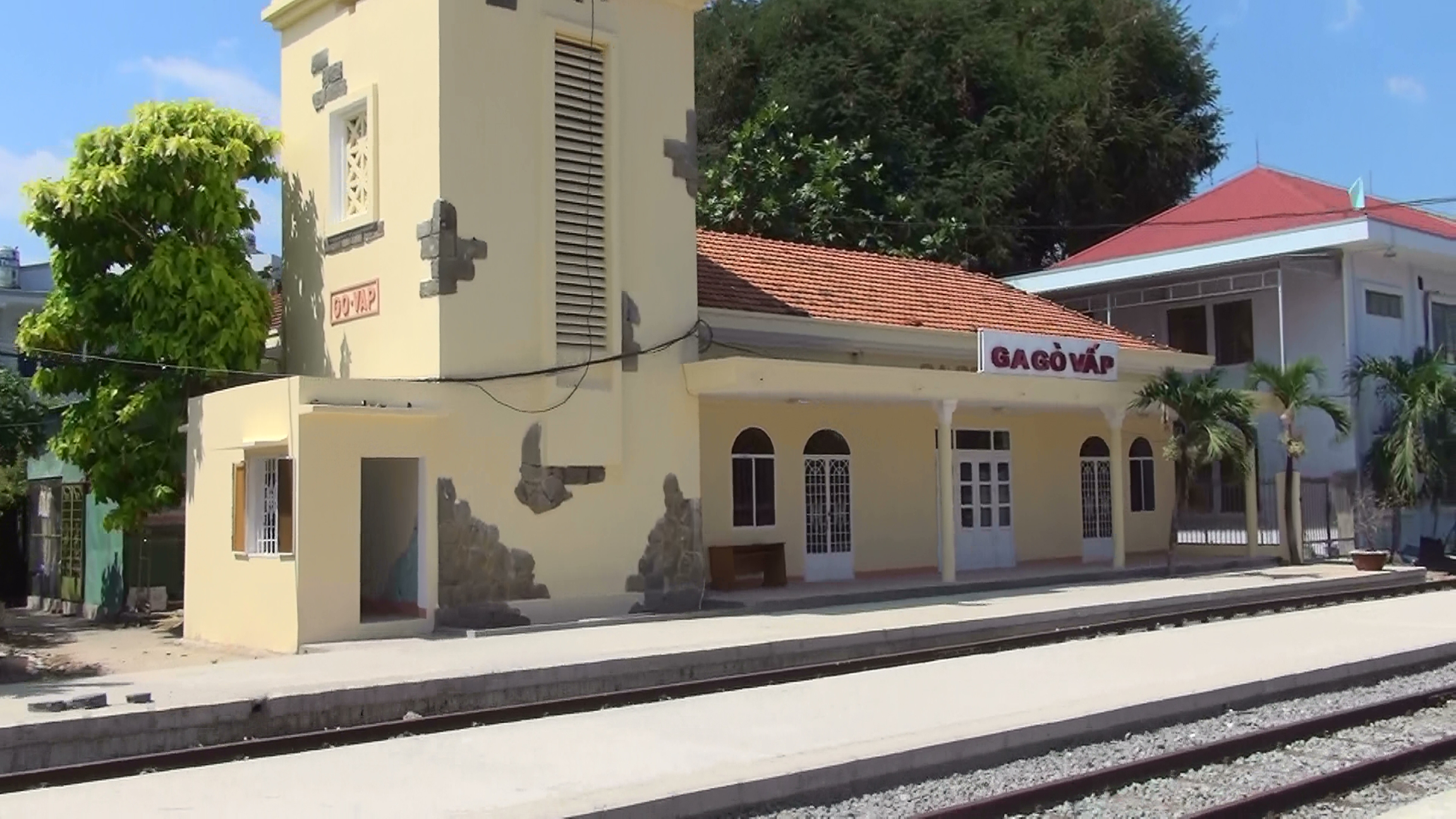
Station Gò Vấp

Station Gò Vấp is een spoorwegstation in Gò Vấp, een van de 24 districten van Ho Chi Minhstad in Vietnam. Station Gò Vấp ligt aan de Noord-zuid spoorweg, die Station Sài Gòn met Station Hanoi verbindt.